# Östersundský lyžařský stadion
Östersundský lyžařský stadion (Östersunds skidstadion) je lyžařský a biatlonový stadion ve Švédsku. 
Stadion je známý pořádáním akcí mezinárodního významu v biatlonu – každoročně se zde jezdí závody světového poháru. V letech 1970 a 2008 a 2019 se zde konalo Mistrovství světa v biatlonu.

## Popis
Stadion leží 2 km severovýchodně od centra města Östersund nedaleko jezera Storsjön v nadmořské výšce 361 m n. m. Jeho rozvoj začal v roce 1993, která město získalo významné mezinárodní soutěže. Tribuny stadionu pojmou 6 000 diváků.
Lyžařské středisko má 89 km upravovaných lyžařských tratí, z toho 29 km osvětlených. Obvykle jsou otevřené od listopadu do dubna. Od roku 2007 se zde ukládá sníh z minulé zimy do izolovaného úložiště, takže v nové sezoně má vždy zásoby bez ohledu na aktuální sněhové podmínky.
Stadion byl naposledy rekonstruován v roce 2014. Byly zatravněny další plochy (střelnice) a vyasfaltovány vnitřní běžecké trasy.